# Villa Romana di Patti

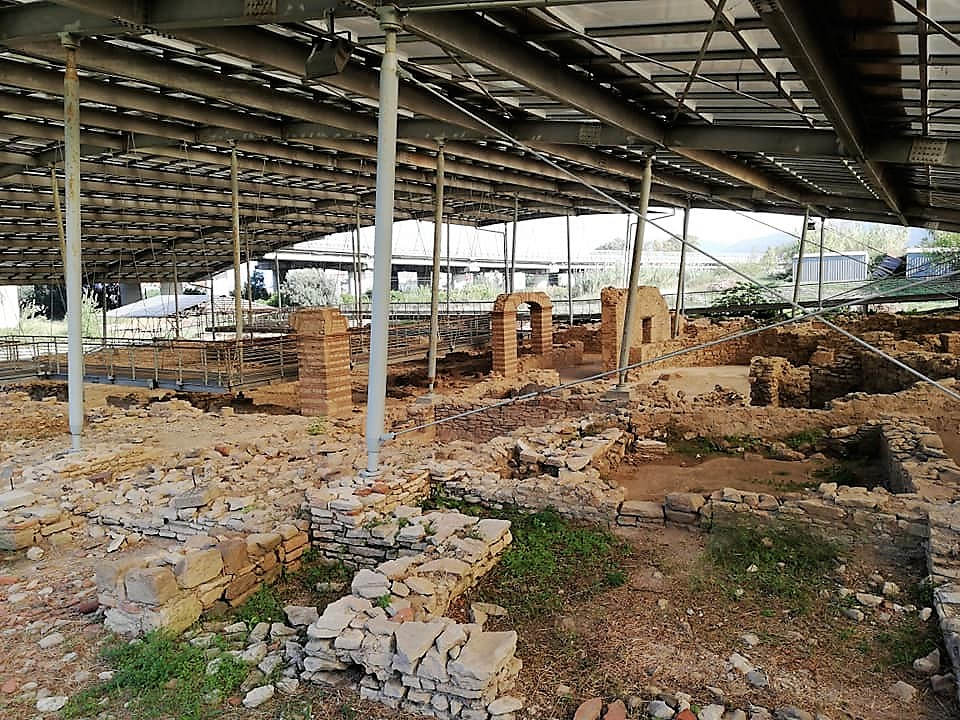
Romeinse villa in Patti, Sicilië. Achteraan viaduct van de A20.

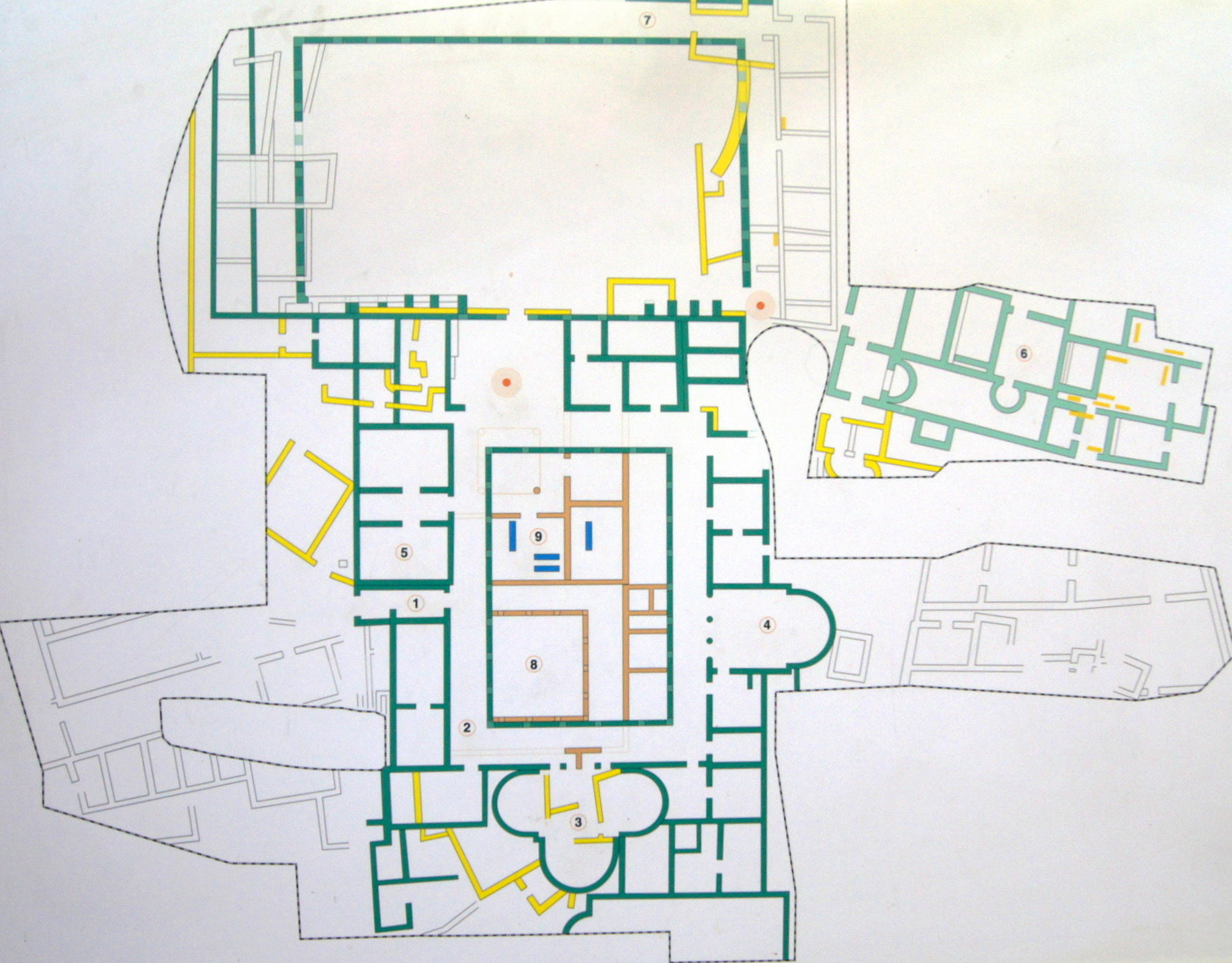
Geschatte plattegrond

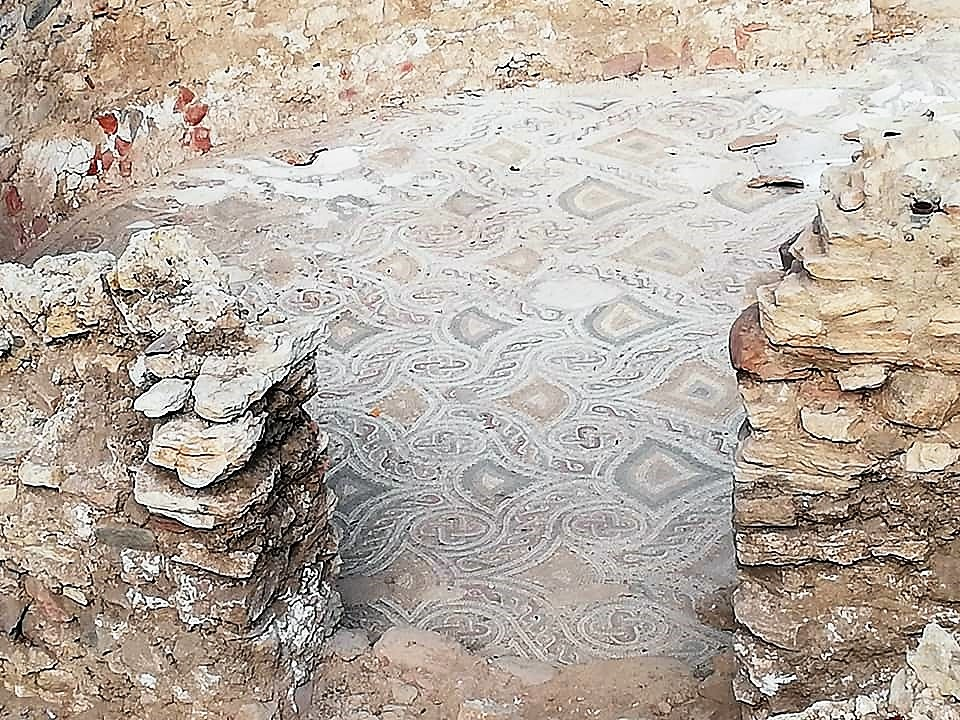
Een van de mozaïekvloeren

De Villa Romana di Patti is een Romeinse villa die zich bevindt op het eiland Sicilië, in de gemeente Patti, in de metropolitane stad Messina. De villa dateert van de 3e eeuw. Naast de archeologische site heeft de gemeente een antiquarium geopend met enkele keramieken gebruiksvoorwerpen, bronzen beelden en bustes.
Het ging om een latifundium te lande buiten de toenmalige stad Tyndaris, thans Tindari, dat een wijk van de gemeente Patti is geworden.

## Beschrijving
De villa is een gebouwencomplex over een oppervlak van meer dan 20.000 m2. Daarmee is de villa groter dan de deze in Casale in Centraal-Sicilië. 
Het complex had minstens een atrium, een apsis, een peristilium, een triclinium en een tablinum. Kenmerkend zijn de vloermozaïeken die archeologen in de deze plaatsen bloot legden. In de grootste zaal zijn huisdieren uitgebeeld in de mozaïeken.

## Historiek
De villa werd gebouwd tijdens de Romeinse keizertijd in de loop van de 3e eeuw. Vanuit de villa werden de landbouwactiviteiten in de wijde omgeving georganiseerd. Het was een latifundium. Na de aardbeving van 365 werd de villa verlaten. Door nog een aardbeving circa 400 stortten de gebouwen in. 
In de 6e en 7e eeuw, onder Byzantijns bestuur, was er opnieuw bewoning doch in beperktere mate dan in de Romeinse tijd. Enige herstelwerken werden hiertoe uitgevoerd.
Gedurende de 10e een 11e eeuw, onder bestuur van de Arabieren, werd het gebied van de villa als begraafplaats gebruikt. Het was een periode dat de stad Tindari een terugval kende en mensen zich vestigden in wat later Patti werd.
In 1973 werd de autosnelweg A20 aangelegd op de kustlijn tussen Messina en Palermo. Hierbij stootten de ingenieurs op de resten van de Villa Romana. De autosnelweg gaat met een viaduct aan de archeologische site voorbij. Niet alles van de Romeinse villa is blootgelegd.